# Ancylostoma duodenale
Ancylostoma duodenale è una specie del genere Ancylostoma ed è un parassita di uomo, cane e gatto. Si insinua nell'intestino tenue dell'ospite, ancorandosi con due coppie di dentelli presenti nella cavità orale, che servono anche a far fuoriuscire piccole quantità di sangue, di cui il verme si nutre. Ancylostoma duodenale e Necator americanus fanno parte della categoria degli "hookworm" ("vermi a uncino"), per via della loro capacità di agganciare la parete dell'intestino tenue con il loro apparato buccale. Solitamente questi due elminti sono studiati assieme a Strongyloides stercoralis, un altro nematode emofilo che parassita l'uomo.

## Ciclo biologico
La larva di A. duodenale penetra nell'ospite attraverso la pelle integra, entrando nel circolo sanguigno; raggiunti i polmoni, passa nel muco; se questo viene ingerito, la larva supera indenne lo stomaco e giunge al duodeno, dove completa lo sviluppo e si annida. Qui si nutre e si riproduce: le femmine possono produrre fino a 30.000 uova al giorno, le quali fuoriescono con le feci; giunte all'esterno, possono svilupparsi nel suolo in larve, che possono penetrare in un nuovo ospite per ricominciare il ciclo.

## Caratteristiche
I maschi misurano tra 8 e 11 mm di lunghezza, mentre le femmine sono lunghe tra i 10 e i 13 mm; i genitali sono posti nell'estremità posteriore in entrambi i sessi. L'habitat privilegiato è un terreno umido e non freddo, perciò A. duodenale è diffuso prevalentemente in aree temperato-calde o tropicali, soprattutto dei paesi in via di sviluppo: si trova nel Sud dell'Europa, in Nord Africa, India, Cina, Sud-est asiatico, alcune zone degli U.S.A., Caraibi e Sud America.

## Infestazione
Infestazioni di debole entità possono essere anche asintomatiche, oppure possono dare dolori addominali e perdita d'appetito. Se l'infestazione è massiccia, può causare gravi problemi come carenza di proteine e vitamine, anemia, con conseguenti complicazioni cardio-circolatorie e respiratorie.

## Terapia
Solitamente per il trattamento degli hookworm (Ancylostoma duodenale e Necator americanus) si usa il farmaco albendazolo, anche se è possibile usare anche albendazolo unito a ivermectina.